# J. Lawton Collins
Joseph "Lightning Joe" Lawton Collins (1. maj 1896 – 12. september 1987) var en general i den amerikanske hær. Under 2. Verdenskrig gjorde han tjeneste både i Stillehavet og i Europa. Hans ældre bror, James Lawton Collins, var også i hæren som generalmajor. Hans nevø Michael Collins, blev berømt for at være pilot på Apollo 11 missionen i 1969 hvor de to første mænd blev landsat på månen. Han endte også med at blive generalmajor, men i luftvåbenet. 
Han var stabschef for den amerikanske hær under Koreakrigen.

## Tidlige karriere
Collins blev født i New Orleans den 1. maj 1896. Han tog eksamen fra West Point i 1917; blev udnævnt til sekondløjtnant og tildelt 22. infanteriregiment i april 1917. Han blev forfremmet til premierløjtnant i maj 1917 og midlertidig kaptajn i august 1917. Han gik på Infantry School of Arms på Fort Sill og gjorde tjeneste med sit regiment forskellige steder 1917 – 1919. 
Collins blev forfremmet til kaptajn i juni 1918 og midlertidig major i september 1918. Han ledte 3. bataljon af 22. infanteriregiment i Frankrig i 1919, og var assisterende stabschef (G-3) for de amerikanske styrker i Tyskland i 1920-1921. 

## Forfremmelser
Collins giftede sig i 1921 med Gladys Easterbrook. Han blev reduceret i rang til kaptajn i 1929, var instruktør i kemiafdelingen på West Point 1921-1925, tog eksamen fra officers kurser på Infanteriskolen på Fort Benning i 1926 og fra det videregående kursus på Field Artillery School, Fort Sill i 1927. 
Han var instruktør i våben og taktik på Infanteriskolen 1927-1931, blev forfremmet til major i august 1932, var næstkommanderende for 23. brigade i Manila og assisterende stabschef (G-2) i den filippinske division 1933-1934.
Han tog eksamen fra Army Industrial College i 1937 og Army War College i 1938. Han var instruktør på Army War College, 1938-1940.
Han blev forfremmet til oberstløjtnant i juni 1940, og var stabschef for 7. korps i 1941. 

## Højere ledelsesposter
Collins blev forfremmet til midlertidig rang af oberst i januar 1941. Brigadegeneral i februar 1942 og generalmajor i maj 1942. 
Han var stabschef for militærkommandoen på Hawaii, 1941-1942 og havde kommandoen over 25. infanteridivision på Oahu og under operationer mod japanerne under slaget om Guadalcanal, 1942-1943 og under Slaget om New Georgia fra juli til oktober 1943. 
Efter at være blevet overført til Europa ledede han 7. korps 1944-1945 under Operation Overlord og efterfølgende indtil krigens slutning i Europa. 7. Korps er bedst kendt for dets hovedrolle i Operation Cobra. Mindre velkendt er Collins bidrag til den plan. Igennem felttoget i 1944-1945 var 7. korps i spidsen for 1. Armés fremrykning. Collins blev af mange anset for at være den bedste amerikanske korpschef i det europæiske operationsområde. 
Collins blev forfremmet til midlertidig generalløjtnant i april og permanent brigadegeneral i juni 1945. Han var næstkommanderende og stabschef for hærens landstyrker mellem august og december 1945. Han var direktør for hærens informationstjeneste 1945-1947, vicestabschef for den amerikanske hær 1947-1949. Han blev forfremmet til midlertidig general og permanent generalmajor i januar 1948. 
Collins var den amerikanske hærs stabschef fra 16. august 1949 – 15. august 1953. Som sådan var han hærens øverste officer under Koreakrigen.
Han ledede hærens drift af jernbanerne, bragte de første Special Forces ind i hærens kamporden og var nært tilknyttet til hærens indsats i det nyligt etablerede NATO.
Han var USA's repræsentant i NATOs militærkomite og den stående gruppe i NATO 1953-1954. Han var USA's særlige udsending i Vietnam med rang af ambassadør 1954-1955, vendte tilbage til NATO og lod sig pensionere i marts 1956.
Collins døde i Washington, D.C. den 12. september 1987. Han ligger begravet på  Arlington National Cemetery.

## Eksterne kilder
- Joseph Lawton Collins, Army website.
- Arlington National Cemetery biografi Arkiveret 9. februar 2013 hos  Wayback Machine
- Samtaler med General J. Lawton Collins Arkiveret 14. juni 2006 hos  Wayback Machine, Combat Studies Institute report
- Papirer fra J. Lawton Collins, Dwight D. Eisenhower Presidential Library Arkiveret 29. september 2012 hos  Wayback Machine
- Papers fra John J. Walsh (Aide-de-Camp for J. Lawton Collins), Dwight D. Eisenhower Presidential Library Arkiveret 29. september 2012 hos  Wayback Machine